# پابرهنه تا هرات
پابرهنه تا هرات فیلمی در ژانر مستند به کارگردانی مجید مجیدی کارگردان ایرانی است. این مستند دربارهٔ کمپ پناهجویان آواره جنگ افغانستان در مناطق تحت کنترل ائتلاف شمال و در کمپی به نام مسلخ در شهر هرات فیلمبرداری شده‌است و بازتاب‌دهنده احساسات مثبت در شرایط دشوار و روحیه مقاوم انسان‌ها است.

## جوایز
- جایزه FIPRESCI یونان، ۲۰۰۴